# 双室树参
双室树参（学名：Dendropanax bilocularis）是五加科树参属的植物，是中国的特有植物。分布在中国大陆的广东、广西等地，生长于海拔750米的地区，一般生于溪边湿地，目前尚未由人工引种栽培。

## 别名
双室木五加（植物分类学报、广西植物名录）